# Гринауцы-Молдова
Гринауцы-Молдова (также Гринэуць-Молдова; рум. Grinăuți-Moldova) — село в Окницком районе Молдавии. Является административным центром коммуны Гринауцы-Молдова, включающей также сёла Гринауцы-Рая и Большой Редю.

## История
Различие в названиях двух соседних сёл, разделённых речкой Чугур, связано с тем, что до 1812 г. по этой речке проходила граница между османской Хотинской райей и владениями Молдавского княжества.

## География
Село расположено на высоте 226 метров над уровнем моря.

## Население
По данным переписи населения 2004 года, в селе Гринэуць-Молдова проживает 888 человек (399 мужчин, 489 женщин).
Этнический состав села:
| Национальность | Число жителей | Процентный состав |
| -------------- | ------------- | ----------------- |
| молдаване      | 867           | 97,64             |
| украинцы       | 12            | 1,35              |
| русские        | 4             | 0,45              |
| румыны         | 3             | 0,34              |
| болгары        | 1             | 0,11              |
| прочие         | 1             | 0,11              |
| Всего          | 888           | 100%              |

## Достопримечательности
- На территории сельской школы работает Музей хлеба.